# Trio do Leão
O Trio do Leão (também conhecido como Grupo M66) é uma pequeno grupo de galáxias a aproximadamente 35 milhões de anos-luz, na direção da constelação de Leo. Este grupo de galáxias consiste nas galáxias espirais M65, M66 e NGC 3628.

## Membros
A tabela abaixo mostra os membros identificados e confirmados no grupo pelo Nearby Galaxies Catalog, o Lyons Groups of Galaxies (LGG) Catalog, e as listas de grupos criados pelo Nearby Optical Galaxy sample of Giuricin et al.
| Nome     | Tipo     | A.R. (J2000)  | Dec. (J2000) | Redshift (km/s) | Magnitude |
| -------- | -------- | ------------- | ------------ | --------------- | --------- |
| M65      | SAB(rs)a | 11h 18m 56.0s | +13° 05′ 32″ | 807 ± 3         | 10.3      |
| M66      | SAB(s)b  | 11h 20m 15.0s | +12° 59′ 30″ | 727 ± 3         | 9.7       |
| NGC 3628 | SAb pec  | 11h 20m 17.0s | +13° 35′ 23″ | 843 ± 1         | 14.0      |

Adicional, algumas referências citam que há ainda mais dois membros. A galáxia NGC 3593 é freqüentemente identificada como um dos membros do grupo.

## Grupo próximo
O Grupo M96 está localizada na mesma área física do Trio do Leão. Estes dois grupos atualmente separados foram parte de um grupo maior, e alguns identificam o Trio do Leão como parte do Grupo M96.